# Krystyna Drohojowska
Krystyna (Krzysia) Drohojowska (später Ketling von Elgin) ist ein fiktionaler Charakter des Historien-Epos Pan Wołodyjowski von Henryk Sienkiewicz.
Sie ist eine hübsche Waise, die den Schotten Hassling-Ketling of Elgin heiratet.
In Jerzy Hoffmans 1969er Filmadaption wird Barbara gespielt von Barbara Brylska.

## Lebensgeschichte
Krystyna ist eine Waise und in der Obhut des Stolnik Makowiecki. Im Jahr 1668 kommt sie zusammen mit Barbara Jeziorkowska nach Warschau und trifft dort Michał Wołodyjowski. Sie verliebt und verlobt sich mit ihm. Sie akzeptiert seinen Heiratsantrag, obwohl ihre Gefühle für ihn rein platonisch sind. Bald trifft sie aber auch auf Hassling-Ketling of Elgin, Wołodyjowskis Freund. Krystyna und Ketling verlieben sich schnell, doch da sie schon verlobt ist, können beide nicht zusammen sein. Sie entscheidet daher, ins Kloster zu gehen, aber Wołodyjowski gibt Krystyna an seinen Freund frei, nachdem er von deren Liebe zueinander erfahren, weil er möchte, dass beide glücklich sind. 
Nachdem sie heiraten, leben Krystyna und Ketling im Kurland und bekommen einen Sohn. Im Jahr 1672 geht Ketling nach Kamieniec Podolski, das von den Osmanen besetzt ist. Krystyna begleitet ihn dorthin. Nachdem die Stadt kapituliert, lehnt Ketling seine Kapitulation ab und sprengt sich zusammen mit seinem Freund Michał Wołodyjowski in die Luft.

## Charakterbeschreibung
Krystyna ist ein junges und sehr hübsches Mädchen. Sie ist groß und schlank, hat schwarzes Haar, große blaue Augen und eine helle Hautfarbe. Sie ist eine scheue und passive, aber ehrenwerte Person. Als sie ihre Gefühle für Ketling bemerkte, fühlt sie sich schuldig. Sie bevorzugt lieber eine Nonne zu werden als den ungeliebten Wołodyjowski zu heiraten. Am Ende des Romans zeigt sie sich sehr mutig, als sie sich entscheidet Ketling nicht zu verlassen, sogar während des Gefechts gegen die Osmanen.  